# Ibsán
Ibsán (hebrejsky אִבְצָן‎, Ivcan), v českých překladech Bible přepisováno též jako Ibsan, Ibcan či Abesam, je jméno jednoho ze starozákonních soudců, o němž se zmiňuje kniha Soudců. Biblista Heller jeho jméno vykládá jako „Rozbahněný“, ale poukazuje též na jiný význam, jenž může souviset s velkou únavou či útrapou matky při jeho porodu.
Ibsán soudil syny Izraele po soudci Jiftáchovi sedm let. Podle Davida Ganse toto období spadá do let 2787–2793 od stvoření světa neboli do let 974–968 před naším letopočtem. Za života soudce Ibsána se odehrál příběh Rút a židovská tradice ztotožňuje osobu Ibsána s Bóazem, jenž pojal Rút za manželku v rámci pravidel levirátu. Podle této tradice Ibsán soudil v judském městě Bét-lechem, kde byl po své smrti také pochován, a ne ve městě téhož jména, o němž se zmiňuje kniha Jozue a jež leželo na území kmene Zabulón. Po Ibsánovi, který byl podle výpočtu rabího Izáka Abrabanela desátým tradentem ústní Tóry, soudil syny Izraele soudce Elón.
Z toho mála, co můžeme z knihy Soudců vyčíst o Ibsánovi, je zřejmé, že to byl muž, který považoval rodinu za základ národa. Nejen, že zplodil 30 synů a 30 dcer, ale také všem těmto svým potomkům opatřil manželské partnery.